# Wiltzanghlaan

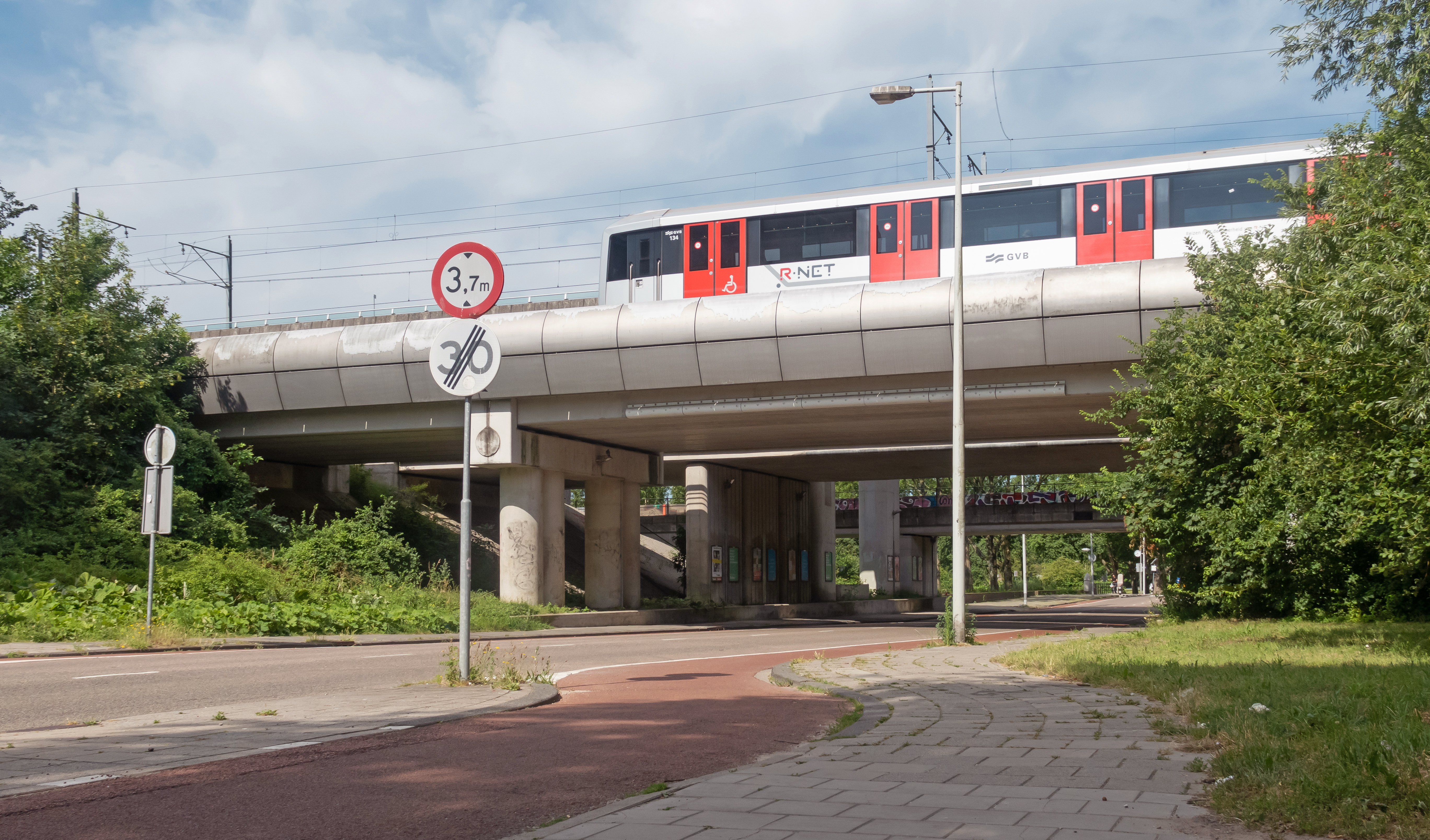
einde Wiltzanghlaan bij spoorviaduct in 2019

De Wiltzanghlaan is een straat in de Amsterdamse wijk Bos en Lommer. De straat is bij raadsbesluiten van 20 april 1939, 6 oktober 1948 en 9 juli 1952 vernoemd naar het gedicht Wiltzangh van Joost van den Vondel. De straat heeft globaal een oost-west ligging. Aan de oostzijde begint hij als zijstraat van de Admiraal de Ruijterweg, verloopt dan met een flauwe bocht naar rechts en kruist halverwege met een viaduct onder de Einsteinweg door om na het viaduct van de Ringspoorbaan aan de westzijde na de Frieda Belinfantebrug over te gaan in de Burgemeester Vening Meineszlaan. 
Aan de noordzijde van de straat is een aantal grote schoolgebouwen aanwezig waarvan een aantal leeg staat of een andere bestemming heeft gekregen. De bebouwing dateert van begin jaren vijftig. Aan de zuidzijde bevindt zich middelhoogbouw, na het viaduct van de Einsteinweg ook aan de noordzijde. Onder dit viaduct is aan de zuidzijde een grote loze ruimte. Aan het viaduct staan de "Max Havelaarflats" heel dicht tegen de snelweg aan. Bij de oplevering van de flats in 1960 was er nog geen snelweg, wel een stadsstraat de Multatuliweg voorzien van brede groenstroken langs de flats. De straat vormde de verbinding tussen het Bos en Lommerplein en de aansluiting van de Admiraal de Ruijterweg op de Haarlemmerweg.
waarbij de Wiltzanghlaan gelijkvloers werd gekruist.
Het eerste gedeelte van de straat heette eerst Zoutmanstraat en lag in de voormalige gemeente Sloten en de naam was vastgesteld bij raadsbesluit op 8 maart 1910 en vernoemd naar Johan Zoutman. De bebouwing in dit gedeelte is hierdoor veel ouder dan de rest van de straat en dateert van de jaren twintig en dertig en is gebouwd in dezelfde stijl als de Admiraal de Ruijterweg. De Wiltzanghlaan ligt ongeveer op de plek van de vroegere Notwech die moest verdwijnen voor de bouw van dit deel van Bos en Lommer. 
In 2020 werden op kopse kanten van zijstraten vier muurschilderingen gezet: Tijgervrouwen, Eenheid in diversiteit, Stamboom en Four peas in a pod. 

## Openbaar vervoer
Er rijdt geen buslijn meer door de straat. Tot 14 december 2014 reed buslijn 64 van het GVB door de straat terwijl bus 21 van 1959 tot 2006 door de straat reed. Metrolijn 50 en 51 en de treinen van de NS kruizen de straat bij de ringspoorbaan. Opvallend is dat het metrostation de Vlugtlaan geen toegang kent aan de noordzijde aan de Wiltzanghlaan.